# Peleteria nemochaetoides
Peleteria nemochaetoides är en tvåvingeart som först beskrevs av Blanchard 1943.  Peleteria nemochaetoides ingår i släktet Peleteria och familjen parasitflugor. Inga underarter finns listade i Catalogue of Life.